# Veliš (okres Benešov)
Obec Veliš (také Velíš) se nachází v okrese Benešov, kraj Středočeský v blízkosti bájné hory Blaník. Žije zde 353 obyvatel. Součástí obce jsou i vesnice Lipiny u Veliše, Nespery a Sedlečko.
Ve vzdálenosti 7 km severovýchodně leží město Vlašim, 16 km severozápadně město Benešov, 28 km západně město Sedlčany a 30 km jižně město Tábor.

## Historie
Existují dvě teorie o vzniku názvu obce (původní a oficiální název obce je Veliš, ale postupem času se vžilo vyslovování názvu s dlouhým „í“. V mapách a dalších dokumentech se tedy lze setkat spíše s názvem původním). Podle té první dostala jméno podle pohanského boha rolníků Velese, druhá poukazuje na možnost založení obce člověkem jménem Velislav. Toto staročeské jméno staří předkové s oblibou krátili.
Podle oficiálních údajů z archivů, pochází první písemná zmínka o Velíši z poloviny 14. století (v archivu je veden jako „pán na Veliši“ Jan Očko z Vlašimi), ovšem v nejstarší dochované kronice obce (začátek 20. století) se lze dočíst, že na místní faře existoval záznam z poloviny století třináctého. Ten pojednával o stavbě kostela svatého Josefa, jenž je dnes chráněnou kulturní památkou. V 16. století čítala Velíš 15 gruntů (pozemků) i se staveními, žilo zde asi 120 lidí. Podle sčítání lidu z roku 1890 zde žilo v 46 domech 313 obyvatel (společně se spádovými osadami Nespery, Lipiny a Sedlečko asi 750). V roce 1931 to bylo už o něco méně, Velíš měla 241 obyvatel. V současnosti žije v obci asi 140 lidí, společně s osadami Nespery, Lipiny, Sedlečko je to přes 300 obyvatel.

### Územněsprávní začlenění
Dějiny územněsprávního začleňování zahrnují období od roku 1850 do současnosti. V chronologickém přehledu je uvedena územně administrativní příslušnost obce v  roce, kdy ke změně došlo:
- 1850 země česká, kraj České Budějovice, politický okres Benešov, soudní okres Vlašim[5]
- 1855 země česká, kraj Tábor, soudní okres Vlašim
- 1868 země česká, politický okres Benešov, soudní okres Vlašim
- 1937 země česká, politický i soudní okres Vlašim[6]
- 1939 země česká, Oberlandrat Německý Brod, politický i soudní okres Vlašim[7]
- 1942 země česká, Oberlandrat Praha, politický okres Benešov, soudní okres Vlašim[8]
- 1945 země česká, správní i soudní okres Vlašim[9]
- 1949 Pražský kraj, okres Vlašim[10]
- 1960 Středočeský kraj, okres Benešov
- 2003 Středočeský kraj, okres Benešov, obec s  rozšířenou působností Vlašim

### Rok 1932
V obci Veliš (přísl. Hrzín, Lipiny u Veliše, Nespery, Sedlečko, 430 obyvatel, katol. kostel) byly v roce 1932 evidovány tyto živnosti a obchody: družstvo pro rozvod elektrické energie ve Veliši, 5 hostinců, kolář, 3 kováři, krejčí, 2 obuvníci, pokrývač, 4 rolníci, 2 řezníci, 3 obchody se smíšeným zbožím, Kampelička spořitelní a záložní spolek pro Veliš, Spořitelní a záložní spolek pro Veliš, 2 švadleny, 2 tesařští mistři, 5 trafik, 2 truhláři, zednický mistr.

## Doprava
Dopravní síť
- Pozemní komunikace – Do obce vede silnice III.   třídy.

- Železnice – Železniční trať ani stanice na území obce nejsou.

Veřejná doprava 2012
- Autobusová doprava – Obcí projížděly autobusové linky vedoucí např. do těchto cílů: Benešov, Čechtice, Louňovice pod Blaníkem, Mladá Vožice, Praha, Vlašim, Votice.

## Turistika
- Cyklistika – Obcí vede cyklotrasa č. 8163 Louňovice pod Blaníkem – Veliš – Kondrac.

- Pěší turistika – Obcí vede turistická trasa  Benešov – Postupice – Veliš – Louňovice pod Blaníkem – Mladá Vožice.

## Pamětihodnosti
- Kostel svatého Josefa
- Na návsi se nachází výklenková kaple
- Pomník obětem obou světových válek
- Před kostelem svatého Josefa se nalézá drobný kříž
- Další kříž se nachází u komunikace z obce u křižovatky na Sedlečko a Lipiny

## Galerie

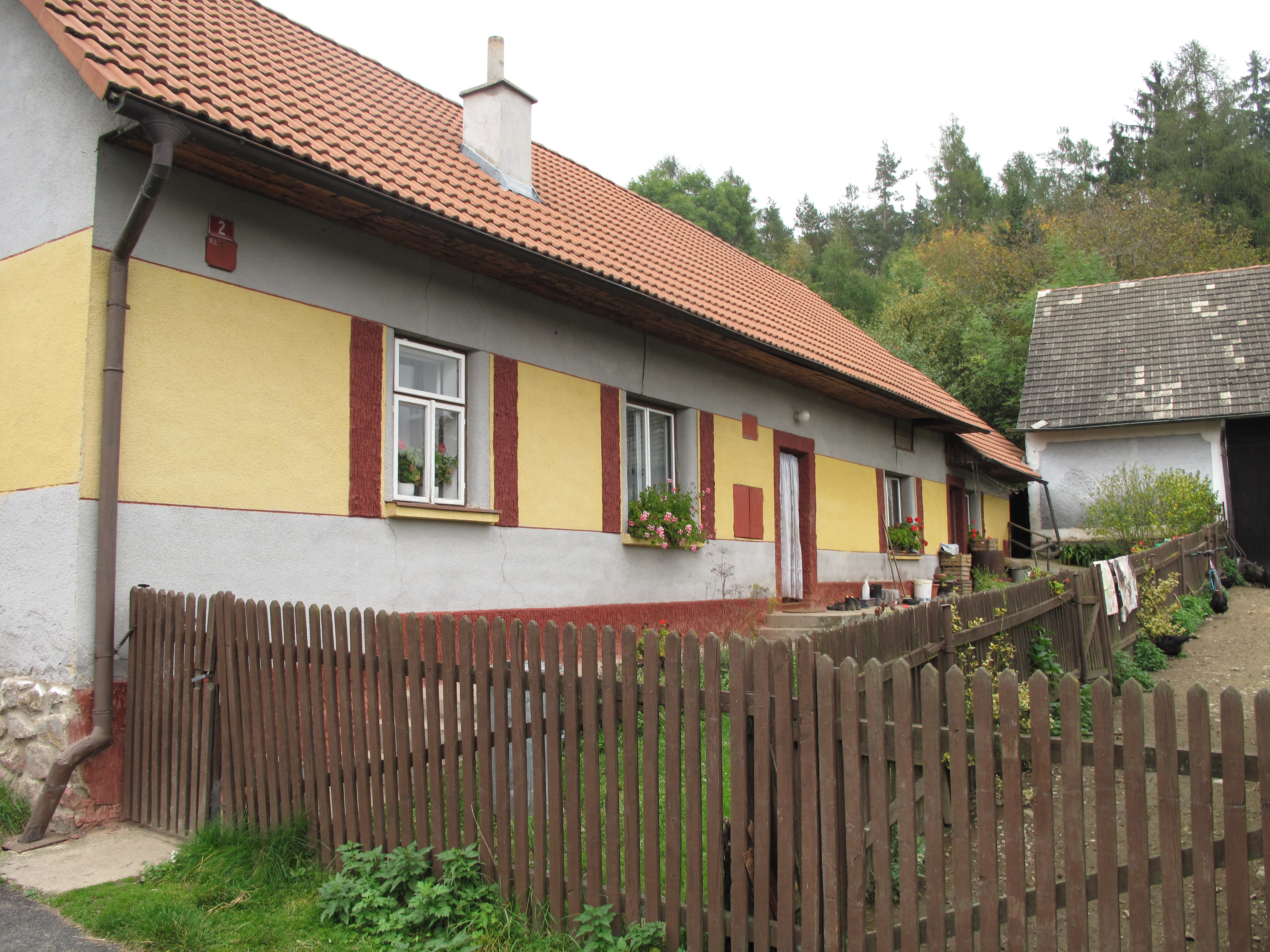
Lipiny u Veliše
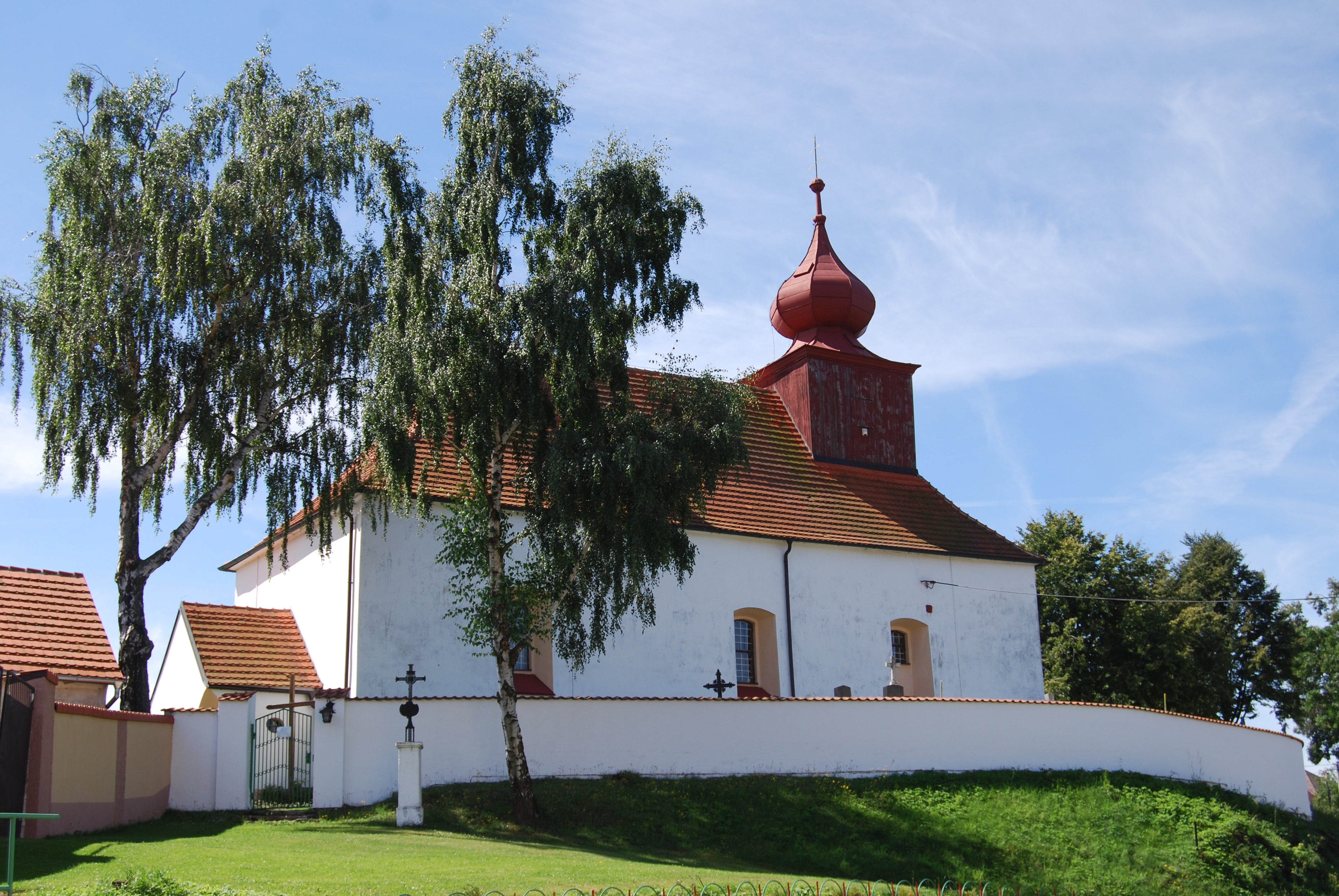
Farní kostel svatého Josefa ve Veliši
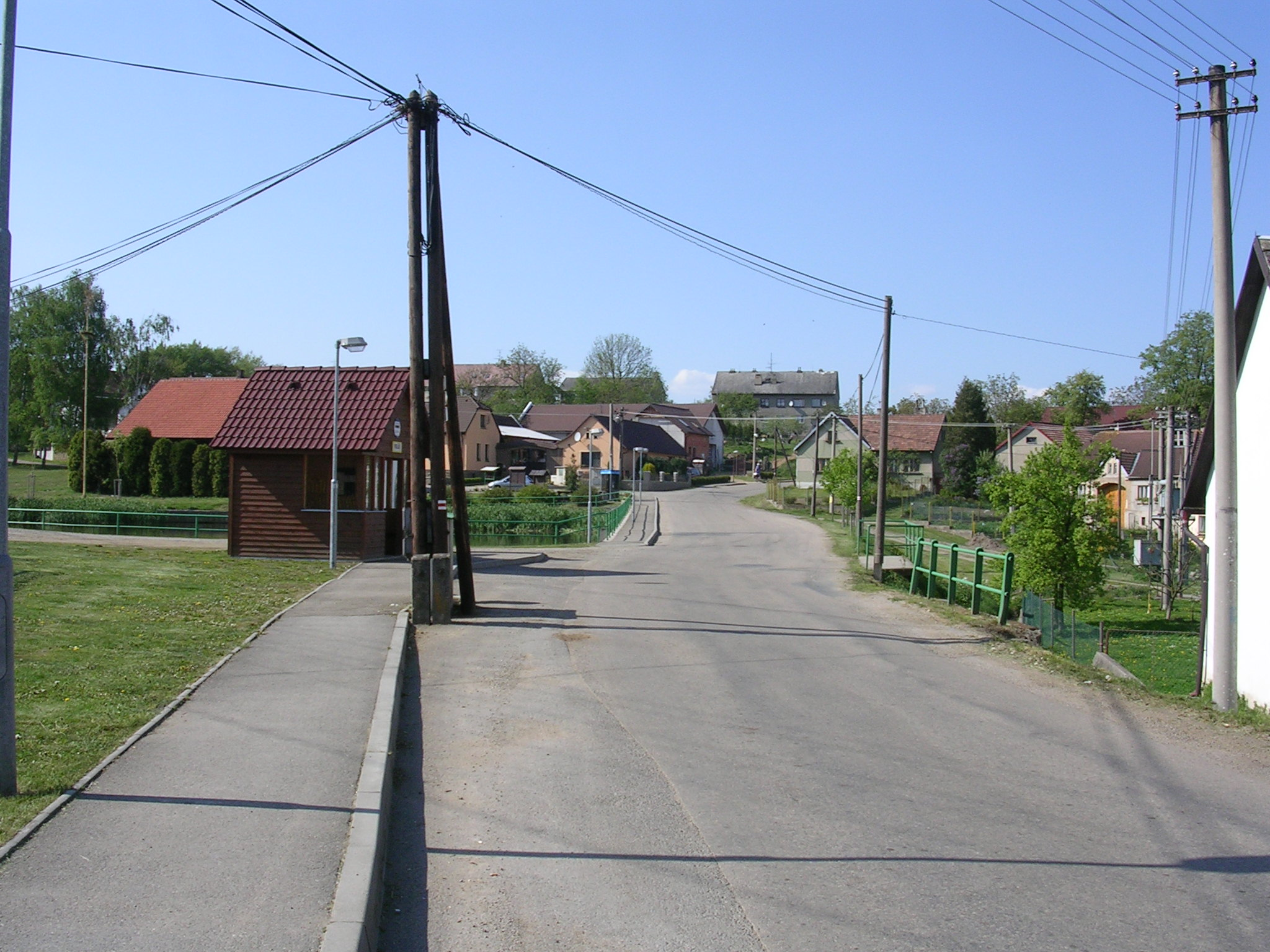
Náves s rybníčkem a autobusovou zastávkou
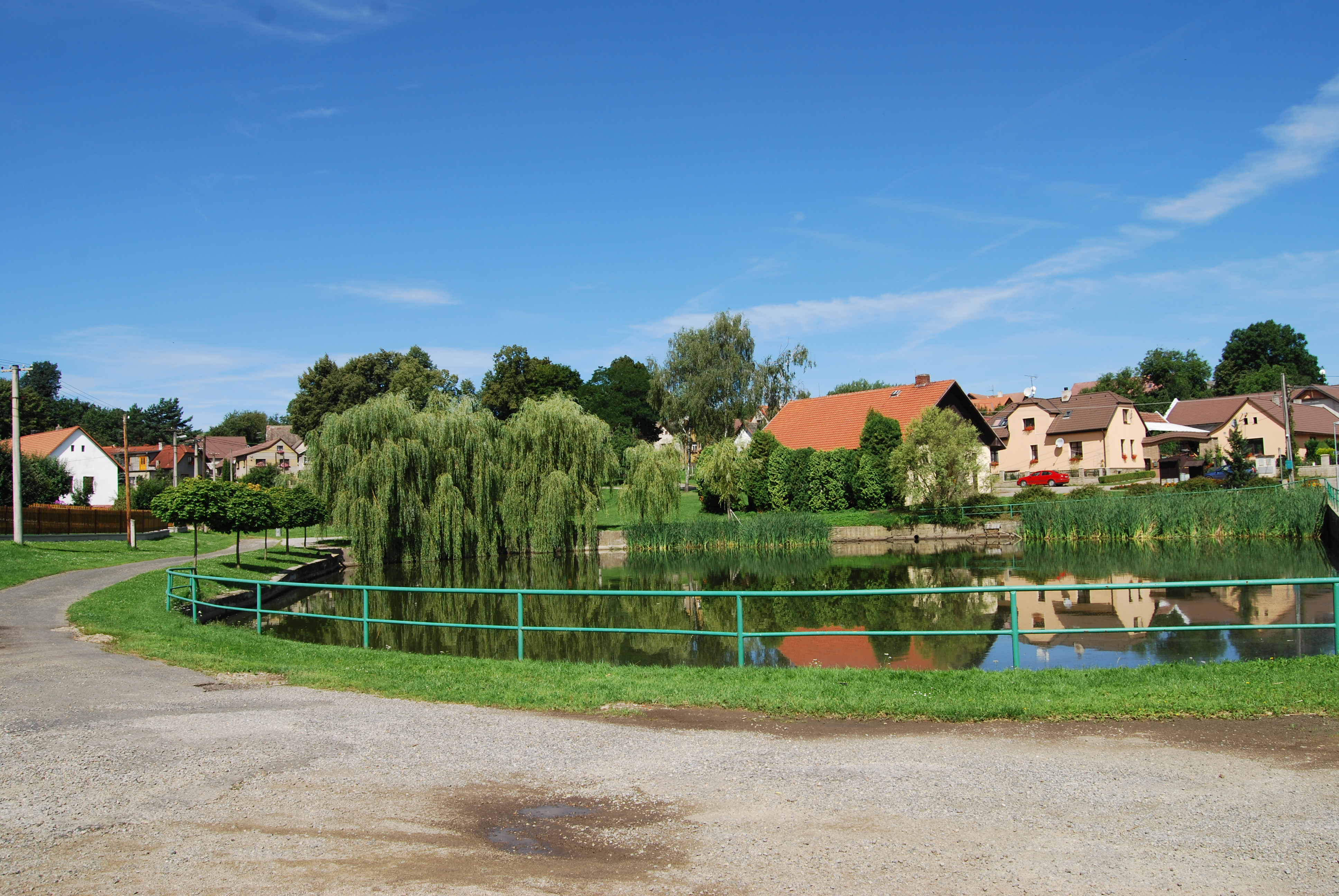
Domy u rybníka v centru obce
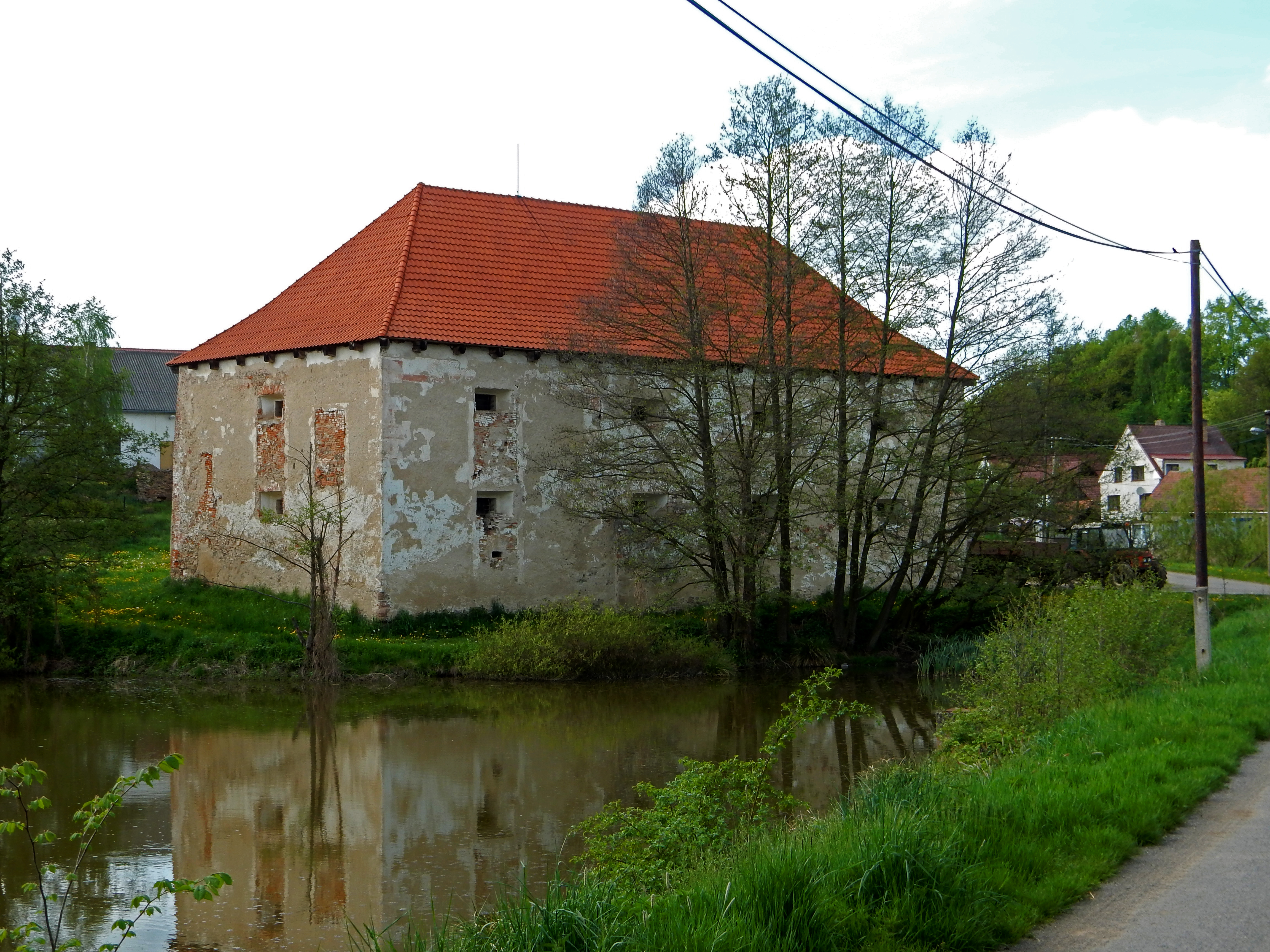
Tvrz ve vsi Nespery
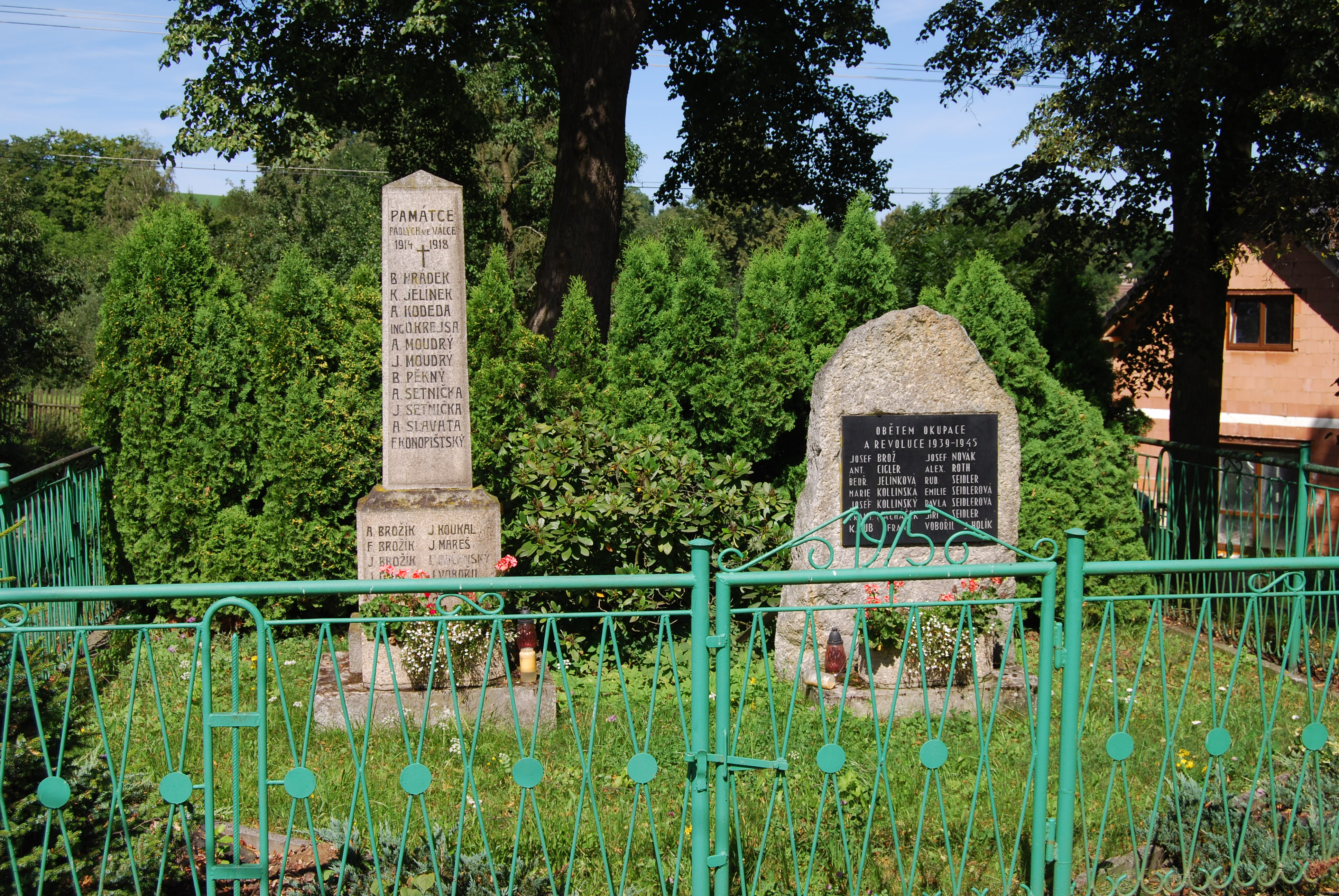
Pomník padlým v první a druhé světové válce